# Wi-Fine
Wi-Fine（ワイファイン）は、NTT-BPが提供するエリアポータルサイトで、駅やカフェなどに設置した公衆無線LANエリアからWi-Fi（無線LAN）で接続する無料のポータルサイトである。アクセスしているWi-Fiエリアの、地域情報、天気予報、ニュース、R25などエリア毎に限定した情報を配信する。インターネットは接続しない。インターネット接続は、フレッツ・スポット、docomo Wi-Fiなど同一エリアで提供する有料サービスの公衆無線LANを利用する。

## 概要
無線LAN搭載機器を対象とした情報提供サービスで、情報は随時更新される。利用契約は不要で、Wi-Fi搭載端末で利用可能だがインターネット接続は不可である。VLAN情報技術を用い、エリア毎に異なる情報を自動配信する。

## 配信コンテンツ
使用機器に対応して配信コンテンツを調整し、利用環境を最適化する。
| 共通 - 天気予報 - 都道府県ごとの3日後までの天気と降水量 - ニュース - 経済、IT、スポーツ、雑学、エンタメ、スポーツ・芸能の最新情報 - 地図 - スクロール・検索機能付き - 占い - 星座ごとに金運や愛運などを見ることが出来る。 | 場所に応じた限定コンテンツ - 駅の場合 - 路線図/運行状況/駅構内図/駅周辺の地図/沿線の案内 - 空港の場合 - フライト情報/アクセス情報/空港内の様々なグルメ情報/お土産品の情報 - 店舗の場合 - クーポン/お得な情報/新製品情報 |

## 利用可能エリア
- 駅・空港
  - 北海道地方
    - 新千歳空港/旭川空港/札幌丘珠空港/釧路空港/根室中標津空港/函館空港

  - 東北地方
    - 青森空港/仙台空港

  - 関東地方
    - 都営地下鉄/京浜急行電鉄/ゆりかもめ
    - つくばエクスプレス（車内利用可）

  - 北陸地方
    - 新潟空港/小松空港/富山空港

  - 東海地方
    - 名古屋市営地下鉄
    - 中部国際空港

  - 近畿地方
    - 大阪市営地下鉄（梅田のみ）
    - 阪急電鉄（3駅のみ）/阪神電気鉄道（2駅のみ）/南海電気鉄道（4駅のみ）
    - 京阪電気鉄道（10駅のみ）/近畿日本鉄道（15駅のみ）

  - 中国地方
    - 出雲空港/広島空港

  - 四国地方
    - 高松空港/高知龍馬空港/徳島空港

  - 九州地方
    - 福岡空港/北九州空港/熊本空港/宮崎空港/鹿児島空港
- 飲食店
  - ファーストフード
    - ケンタッキーフライドチキン58店舗/ロッテリア322店舗/プロント100店舗/タリーズコーヒー144店舗/スターバックスコーヒー一部店舗を除く
- オフィスビル
  - 丸の内地区 17ビル

## 利用可能端末
- PC、スマートフォン
  - Windows (8 / 7 / Vista / XP / Mobile 5.0)
  - macOS
  - iPhone
  - Android
- 携帯情報端末
  - iPod touch
- ポータブルゲーム機
  - PlayStation Portable / go
  - PlayStation Vita
  - ニンテンドーDS (lite / DSi / DSi LL)
  - ニンテンドー3DS